# 고이왕
고이왕(古爾王, ? ~ 286년 음력 11월, 재위: 234년 ~ 286년 음력 11월)은 백제의 제8대 국왕이다. 구이왕(久爾王)·고모왕(古慕王)이라고도 한다. 일본의 사서 《신찬성씨록》, 《일본서기》등에는 구이(久爾), 구이(仇爾), 고모(古慕)로 이름이 적혀있다. 고이왕은 즉위 후 국가체제의 정비와 왕권 강화에 주력하여 부족의 기반을 다져놓았다. 집권력의 강화를 위하여 좌장(左將)을 설치하여 내외 병마권을 관장하게 함으로써 족장들의 군사력을 약화시켰다. 초고왕, 구수왕과의 가족관계 여부 연대차이로 이견이 존재한다. 기록에 따르면 샤냥을 나갔을때 손수 40마리의 사슴을 쏘아 맞혔고 기러기 한 쌍이 냇가에서 날아오르자 활을 쏘아 모두 맞혔을 정도로 명궁이었고 뛰어난 무예를 소유하였다.
고고학적 시료 분석 결과 풍납토성의 최초 축조 시점이 고이왕의 재위기로 보는 편이 있다.

## 생애
《삼국사기》에 따르면 개루왕의 둘째 아들로 보나, 《삼국사기》의 다른 기록 및 《삼국유사》에는 초고왕의 외삼촌이라 되어 있어 논란이 있으며, 초고왕 사후 20년 뒤에 즉위하여 그때로부터 다시 52년을 재위하였으므로 초고왕의 동생 여부에 이견이 있다.
《삼국사기》의 기록에 따르면, 그는 구수왕이 죽은 뒤 구수왕의 장자인 사반왕이 왕위를 계승하였으나 어려서 정사를 감당하지 못하자, 사반왕을 강제 폐위시키고 왕위에 올랐다.
그는 재위 기간 중 괴곡(槐谷: 충청북도 괴산군)·봉산(烽山: 지금의 경상북도 영주시)을 중심으로 영토를 확장 중이던 신라가 자주 침공했고 한사군의 후신인 낙랑, 강원도 북부의 말갈과도 충돌하며 나라가 불안정하였다. 또한 남옥저의 일부를 점령하고, 중국 대륙의 서진과 외교관계를 맺었다. 그리고 산동반도에 대륙백제를 개척했다. 대방과는 혼인을 통해 휴전을 확보하려고 노력했다.
재위 13년(246년) 위나라가 낙랑군(樂浪軍)과 삭방(朔方)과 합공해 고구려와 전쟁을 벌이는 틈을 타서 낙랑군의 변방을 침입하였다. 또한, 한나라와 낙랑군, 대방군 사이에 분쟁이 일어났을 때 대방군을 기습하여 대방태수 궁준을 전사하게 한 사건의 배후에 백제가 있었음이 추측된다.
관리로서 재물을 받은 자와 남의 것을 도둑질한 자에게는 3배를 징출(徵出)케 하는 동시에 종신 금고(禁錮)에 처한다는 법령을 내렸다.
재위 27년(260년) 봄 정월, 기존의 좌우보 체제를 개혁하여 여섯 개의 좌평(佐平)을 두고, 그들에게 왕명 출납과 창고 관리, 의례 제정, 형벌 제도, 군사 업무를 각각 분담시켜 맡아보게 했다. 또한, 16품의 관등 체계를 정비했으며, 관직에 따라 자주색, 다홍색, 푸른색 옷을 입게 하는 등 품계에 따른 왕과 귀족의 공복에 관한 제도도 정했다.

## 평가
한강 유역의 부족들이 백제족을 중심으로 결속하면서 백제는 부족 국가로 성장하게 되었다.

## 가계
고이왕의 이름은, 《주서》 및 《수서》의 백제전에 시조라 기록된 '구태(仇台)'라는 이름을 ‘구이’로 읽어서 ‘고이’와 음운상으로 통한다고 보아 ‘구이＝고이’로 해석함으로써 고이왕을 백제의 건국자로 보는 견해가 있다(이병도). 반면, 《삼국사기》나 《삼국유사》에 고이왕을 “초고왕모제(肖古王母弟)”라고 한 것을 ‘초고왕 어머니의 동생’으로 해석하여, 고이왕은 온조왕계와는 계보를 달리하는 우태(優台) - 비류계(沸流系) 출신이라고 보는 견해도 있다.
- 조부 또는 선조 : 기루(己婁, ? ~128, 재위:77~128)
- 조모 : 미상
- 조모 : 미상
  - 부왕 또는 선조 : 개루(蓋婁, ? ~166, 재위:128~166)
  - 모후 : 미상
    - 형 : 초고(肖古), 이설 있음[7]
    - 동생 : 우수(優壽)
    - 국왕 : 고이(古尒, ? ~286, 재위:234~286), 이설 있음[8]
      - 아들 : 책계

## 같이 보기
- 한국의 군주 목록
- 한국의 역사
- 조분 이사금 (230년 - 247년)
- 첨해 이사금 (247년 - 261년)
- 미추 이사금 (261년 - 284년)
- 유례 이사금 (284년 - 298년)
- 동천왕 (227년 - 248년)
- 중천왕 (248년 - 270년)
- 서천왕 (270년 - 292년)